# Movimiento sin Miedo (Bolivien)
Movimiento sin Miedo (MSM) (deutsch: "Bewegung ohne Furcht") war eine sozialdemokratisch ausgerichtete Partei im südamerikanischen Anden-Staat Bolivien, die im Jahr 1999 von Juan del Granado gegründet und auch von ihm geleitet wurde. Sie stellte mit Luis Revilla seit den Regionalwahlen von April 2010 den Bürgermeister von La Paz.
Mit ihren schlechten Ergebnissen bei der Parlamentswahl 2014 verschwand die Partei aus dem politischen Spektrum und es wurde vom gleichen Personal die Nachfolgepartei Soberanía y Libertad para Bolivia (Sol.bo) gegründet, deren Vorsitz Luis Revilla innehat.